# Metuchen
Metuchen kisváros az USA New Jersey államában. A település a Metucheni egyházmegye központja. Lakosainak száma 15 049 fő (2020. április 1.).

## Népesség
A település népességének változása:

| 2010 | 13 574 |
| 2020 | 15 049 |